# Tournoi international de Wallonie
Le Tournoi international de Wallonie est une prestigieuse compétition par clubs de kayak-polo européen, qui se déroule à Charleroi, en Belgique.
Le 20e tournoi se déroulera du 2 mai au 3 mai 2009.